# هاني عادل
هانى عادل مغني وممثل مصري، (من مواليد 8 سبتمبر، 1976). تخرج من كلية الحقوق جامعة القاهرة، وعضو ومؤسس فرقة وسط البلد عام 1999، حيث يقوم بالغناء المنفرد في الفرقة مع العزف على الجيتار. وفي عام 2008 شارك في أول أعماله السينمائية في فيلم زي النهاردة وفيلم ليلة في القمر.

## أعماله

### الأفلام
- 2019: الكنز 2[5]
- 2018: جريمة الإيموبيليا
- 2017: الكنز
- 2016: هيبتا: المحاضرة الأخيرة
- 2016: اشتباك
- 2014: المعدية
- 2014: فتاة المصنع
- 2014: لا مؤاخذة
- 2011: أسماء
- 2011: بيبو وبشير
- 2011: ميكروفون
- 2010: ولد وبنت
- 2010: هليوبوليس
- 2009: أخر أيام الأرض
- 2008: زي النهاردة
- 2008: ليلة في القمر
- 1997: ناقص واحد

### المسلسلات
- 2024: برغم القانون
- 2023: جميلة
- 2023: عيشها بفرحة (عن كتاب 55 مشكلة حب)
- 2022: البحث عن عُلا
- 2021: نصيبي وقسمتك 4
- 2021: شقة ستة
- 2020: ليه لأ
- 2019: نصيبي وقسمتك 3
- 2018: السهام المارقة
- 2017: حلاوة الدنيا
- 2017: سابع جار
- 2017:هذا المساء
- 2016: يا ريت
- 2016: الكبريت الأحمر
- 2015: حارة اليهود
- 2015: تحت السيطرة
- 2014: سجن النسا
- 2014: صاحب السعادة
- 2014: شمس
- 2014: سيرة حب
- 2013: آسيا
- 2013: بنت اسمها ذات
- 2012: زي الورد
- 2012: سر علني
- 2011: دوران شبرا
- 2010: عايزة أتجوز
- 2009: الهروب من الغرب

### مسرحيات
- 2021: كوكو شانيل

### الألبومات
- البوم كراكيب 2014
- البوم وسط البلد 2007
- أغنية ريحة الليمون عالفول2021

## وصلات خارجية
- هاني عادل على موقع IMDb (الإنجليزية)
- هاني عادل على موقع الدهليز
- هاني عادل على موقع قاعدة بيانات الأفلام العربية
- هاني عادل على موقع ألو سيني (الفرنسية)
- هاني عادل على موقع ديسكوغز (الإنجليزية)
- هاني عادل على موقع قاعدة بيانات الفيلم (الإنجليزية)